# Châtillon-sur-Colmont
Châtillon-sur-Colmont é uma comuna francesa na região administrativa da Pays de la Loire, no departamento de Mayenne. Estende-se por uma área de 39,62 km². Em 2010 a comuna tinha 1 025 habitantes (densidade: 25,9 hab./km²).